# Spolana
Spolana s.r.o. – fabryka chemiczna położona w Neratovicach w Czechach, w kraju środkowoczeskim nad rzeką Łabą. Jej działalność skoncentrowana jest przede wszystkim na eksporcie własnych produktów -  eksportowanych jest ponad 80% produkcji. Spółka produkuje PVC, nawozy, gazy techniczne i inne wyroby nieorganiczne i chemiczne. Fabryka zatrudnia ponad 700 osób. Od 2016 r. wchodzi w skład Grupy Unipetrol.

## Historia
W 1898 r. V. B. Goldberg założył w Neratovicach fabrykę produkującą mydło, świeczki i oleje. W 1905 r. na jej miejscu powstało przedsiębiorstwo Františka Šebora, produkujące wszelkiego rodzaju chemikalia. Decydujący wpływ na rozwój miasta miało stopniowe poszerzanie produkcji chemicznej w pobliżu Łaby, która stanowiła źródło wody. W latach 1908-1915 istniał na tym terenie mniejszy zakład produkujący amoniak i nawozy, później (w okresie międzywojennym) powstały tu zakłady produkcyjne i magazyny żywności (cukierki, czekolada, wyroby rybne, musztardy, przyprawy do zup, marmolady, cykoria). Po okupacji terenów przygranicznych fabryka została kupiona w 1939 r. przez Spolek pro chemickou a hutní výrobu (Towarzystwo Produkcji Chemicznej i Hutniczej), które zaczęło ją rozbudowywać. Podstawą działalności przedsiębiorstwa w tym okresie była produkcja czystych chemikaliów, preparatów do zwalczania szkodników rolnych i kosmetyki samochodowej. Towarzystwo przystąpiło następnie do budowy kompleksu chemicznego, zajmującego się produkcją chloru za pomocą elektrolizy, produkcją wodorotlenku sodu oraz włókien wiskozowych. Zbudowano także elektrociepłownię węglową, wodociągi i elektrownię wodną na Łabie. Wszystkie te wydarzenia odegrały się do końca 1946 r.
W 1945 r. doszło do upaństwowienia Towarzystwa oraz fabryki w Neratovicach. W 1950 r. przedsiębiorstwo usamodzielniło się przyjmując nazwę Spolana. W kolejnych latach zostały do niego dołączone przedsiębiorstwa chemiczne w Křincu i Kralupach nad Vltavou (Reagencie). W połowie lat sześćdziesiątych usamodzielniła się produkcja chemikaliów laboratoryjnych (Lachema Neratovice). Wszystkie ówczesne przedsiębiorstwa modernizowały się i rozszerzały swoją działalność, dobudowano wytwórnię kwasu siarkowego z pirytu, zakład produkcji kleju kostnego i oczyszczalnię ścieków. 
Później zbudowano zakład produkcji kaprolaktamu, w Velvarach zbudowano filię pomocniczą. Rozwój osiągnął swój szczyt w latach 1970 - 1976, kiedy to zbudowano nowe zakłady produkujące chlor za pomocą elektrolizy z soli, powstała nowa wytwórnia kwasu siarkowego i polichlorku winylu (PVC). Po 1970 r. starsze zakłady, takie jak fabryka kleju kostnego czy stara elektroliza chloru, zostały zamknięte. Zbudowano dominujący nad całym kompleksem komin o wysokości 200 m i 100-metrowe wieże chłodnicze. Przebudowano bloki elektrowni, zmodernizowano produkcję włókien i zbudowano zakład produkcji oestrophanu.
Od końca 2001 r. do listopada 2006 r. Spolana wchodziła w skład Grupy Unipetrol, która w maju 2005 r. stała się częścią polskiego koncernu PKN Orlen. W listopadzie 2006 r. UNIPETROL sprzedał swoje udziały w Spolanie polskiej spółce ANWIL SA, która wchodzi również w skład koncernu PKN Orlen. W czerwcu 2016 r. Spolana została ponownie sprzedana Grupie UNIPETROL.

## Stan obecny

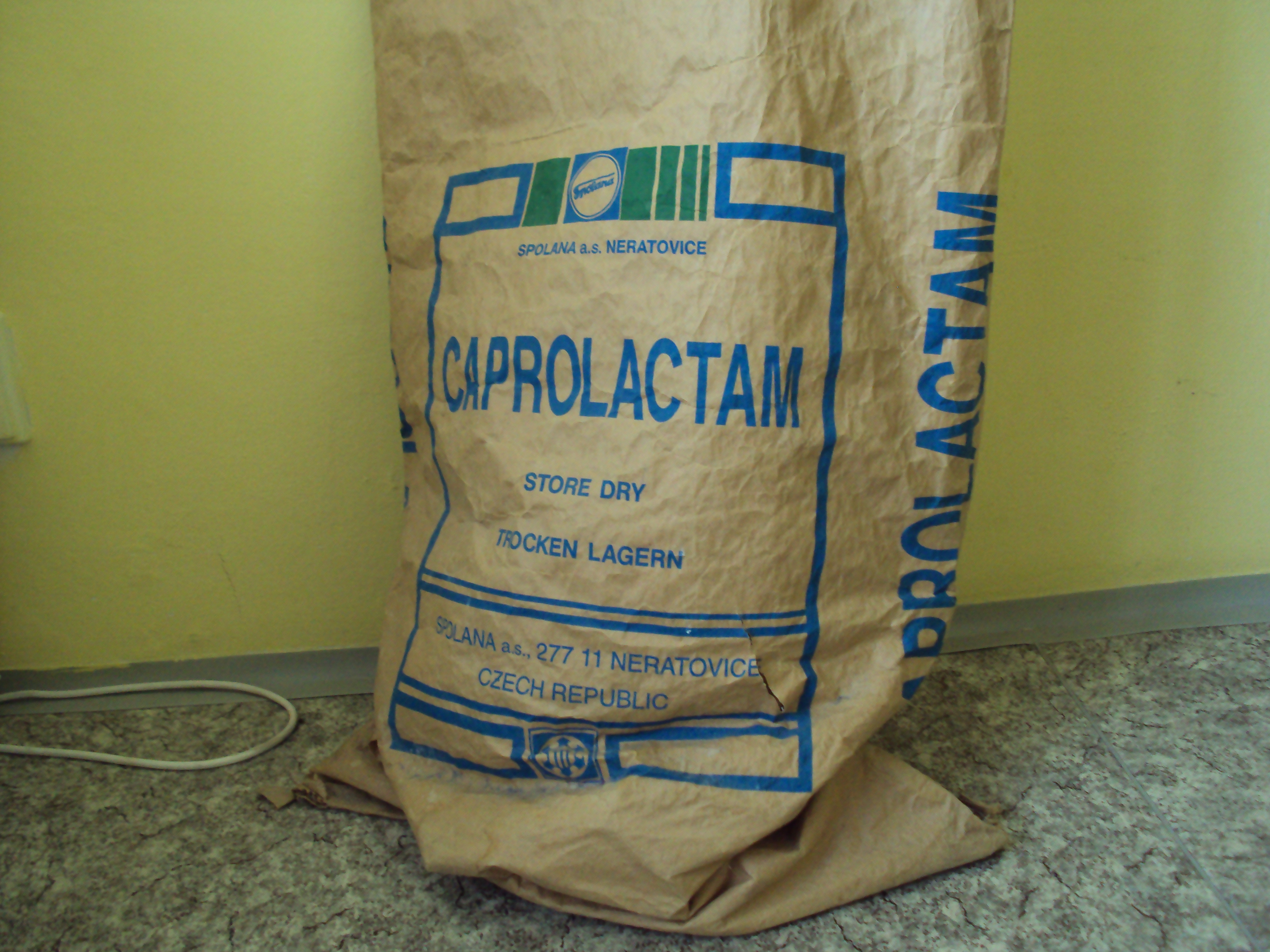
Worek z kaprolaktamem

W 2016 r. UNIPETROL RPA zawarł umowę kupna z firmą Anwil, na podstawie której uzyskał 100% udziałów spółki SPOLANA. W ostatnich latach dochodzi do kolejnych inwestycji w modernizację przedsiębiorstwa i poszerzanie portfela produktów. Na początku 2018 r. Spolana wprowadziła na rynek nową, granulowaną formę nawozu rolnego siarczanu amonu. W tym samym roku rozpoczęła budowę nowej ciepłowni gazowej, służącej do produkcji pary wykorzystywanej przy eksploatacji obiektów w kompleksie. Nowa elektrociepłownia będzie wyposażona w dwa kotły parowe na gaz ziemny o mocy 2 x 35 ton pary na godzinę. Zastąpią one obecne kotły na węgiel brunatny. Zakończenie budowy planowane jest na rok 2019. Łączna wartość inwestycji wyniesie 200 mln koron.

## Prezesi Zarządu Spolany
- 2018 – Jacek Aliński
- 2018 – do chwili obecnej – Krzysztof Bączyk